# IC 387
IC 387 ist eine leuchtschwache Balken-Spiralgalaxie vom Hubble-Typ SABc im Sternbild Eridanus am Südsternhimmel. Sie ist rund 210 Millionen Lichtjahre von der Milchstraße entfernt und hat einen Durchmesser von etwa 100.000 Lichtjahren. Die Entfernungsmessungen basierend auf den Radialgeschwindigkeiten stimmen nicht mit den rotverschiebungsunabhängigen Entfernungsschätzungen von 262 ± 27 Millionen Lichtjahren überein. Gemeinsam mit acht weiteren Galaxien gilt sie als Mitglied der NGC 1667-Gruppe (LGG 118)

Im selben Himmelsareal befinden sich u. a. die Galaxien IC 385, IC 388, IC 389, IC 390.
Das Objekt wurde am 9. Februar 1893 vom französischen Astronomen Stéphane Javelle entdeckt.